# Prova de l'ànec

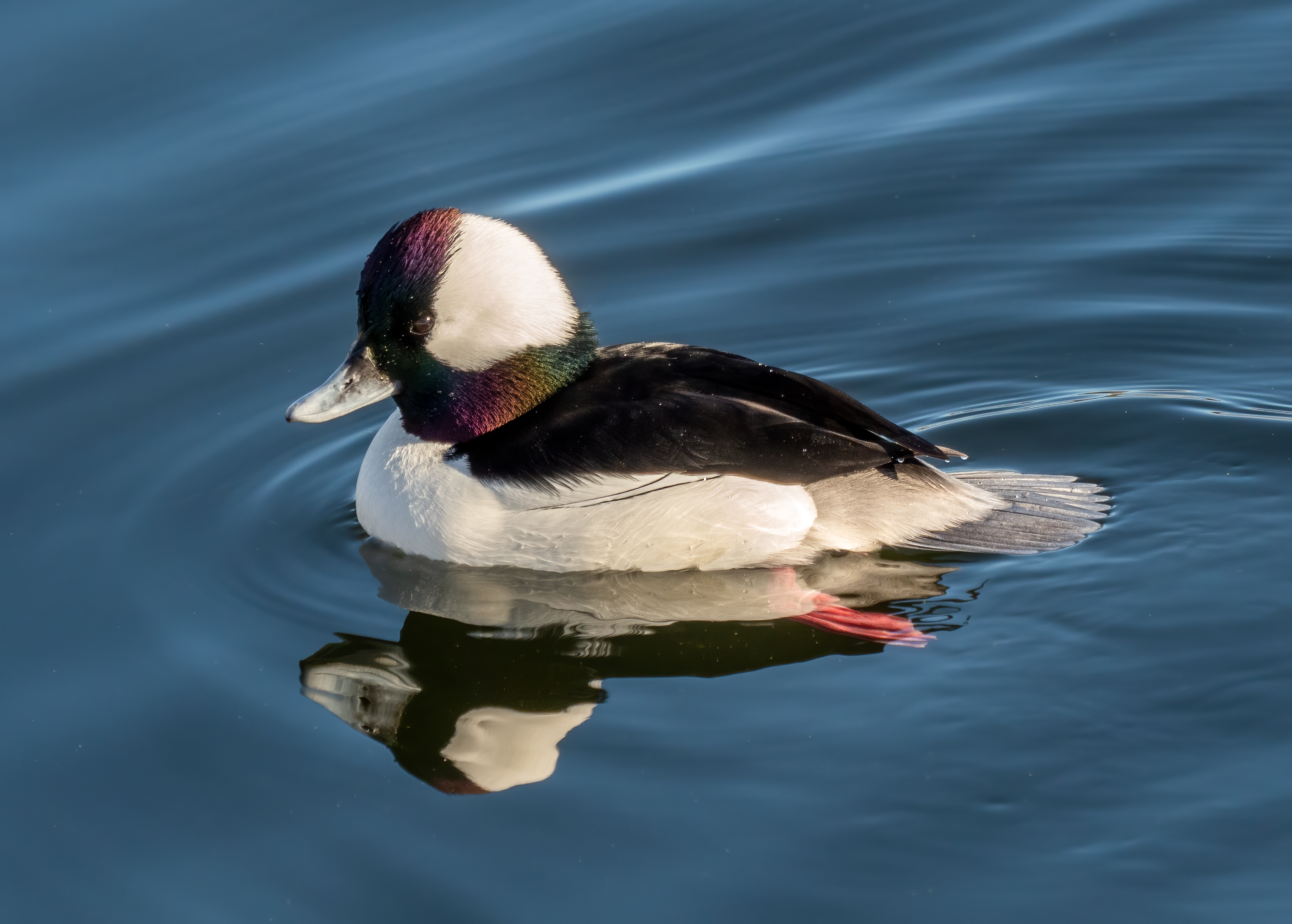
Un morell capblanc, informació que tenim a posteriori, però que sembla un ànec i neda com un ànec.

La prova de l'ànec és una forma de raonament abductiu. Aquesta és la seva expressió habitual:
| « | Si sembla un ànec, neda com un ànec, i nyequeja com un ànec, llavors probablement és un ànec. | » |

La prova implica que una persona pot identificar un subjecte desconegut observant les característiques habituals d'aquest subjecte. De vegades es fa servir per contrarestar arguments abstrusos en el sentit que una cosa no és el que sembla ser. El terme va ser popularitzat als Estats Units per Richard Cunningham Patterson Jr., ambaixador dels Estats Units a Guatemala el 1950 durant la Guerra Freda, que va fer servir la frase quan va acusar el govern de Jacobo Árbenz Guzmán de Guatemala de ser comunista. Guzman va ser derrocat en el cop d'estat de 1954 dissenyat pel Departament d'Estat dels EUA i la CIA.

## Història

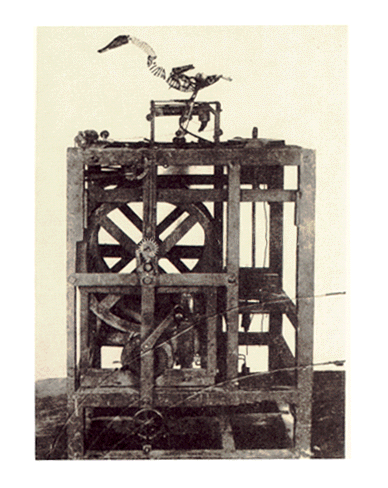
Ànec mecànic de Vaucanson

El fabricant d'autòmats francès Jacques de Vaucanson va crear un ànec mecànic el 1738. L'ànec mecànic grallaria, mouria el cap per menjar gra que semblava digerir, i al cap de poc temps excretava una mescla que semblava i feia olor a excrements d'ànec. La ironia és que, tot i que la frase se cita sovint com a prova del raonament abductiu, no és una prova, ja que l'ànec mecànic, malgrat tot, no és un ànec viu.
El poeta estatunidenc James Whitcomb Riley (1849–1916) podria haver encunyat la frase quan va escriure:
| « | Quan veig un ocell que camina com un ànec i neda com un ànec i fa quac quac com un ànec, jo anomeno aquest ocell ànec. | » |

### Guerra Freda
Una variació comuna de la redacció de la frase pot haver-se originat molt més tard amb Emil Mazey, secretari-tresorer de la United Auto Workers, en una reunió laboral el 1946 acusant una persona de ser comunista:
| « | No puc provar que vostè sigui comunista. Però quan veig un ocell que nyequeja com un ànec, camina com un ànec, té plomes i peus palmejats que hom associa amb ànecs; sens dubte, suposaré que "és" un ànec. | » |

El terme va ser popularitzat posteriorment als Estats Units per Richard Cunningham Patterson Jr., ambaixador dels Estats Units a Guatemala el 1950 durant la Guerra Freda, que va utilitzar la frase quan va acusar el govern de Jacobo Árbenz Guzmán de Guatemala de ser comunista. Guzman va ser derrocat en el cop d'estat de 1954 dissenyat pel Departament d'Estat dels EUA i la CIA. Patterson va explicar el seu raonament de la següent manera:
| « | Suposi que vostè veu un ocell passejant pel terreny d'una granja. Aquest ocell no duu pas cap etiqueta que digui "ànec". Però l'ocell certament sembla un ànec. A més, va a l'estany i es nota que neda com un ànec. Llavors obre el bec i gralla com un ànec. Bé, en aquest moment probablement ja heu arribat a la conclusió que l'ocell és un ànec, tant si porta una etiqueta com si no. | » |

| A female mallard, quacking like a duck |
|                                        |
|                                        |
|                                        |

Algunes referències posteriors a la prova de l'ànec inclouen la del cardenal Richard Cushing, que va utilitzar la frase el 1964 en referència a Fidel Castro.

## En la cultura popular
Douglas Adams va parodiar aquesta prova al seu llibre Dirk Gently's Holistic Detective Agency:
| « | Si sembla un ànec, i nyequeja com un ànec, almenys hem de considerar la possibilitat que tinguem entre mans un petit ocell aquàtic de la família Anatidae. | » |

Els Monty Python també van fer referència a la prova de l'ànec en l'escena de la "lògica de la bruixa" a la seva pel·lícula de 1975 Monty Python and the Holy Grail:
Bedevere: There are ways of telling whether she is a witch!

Vilatans: Are there? What? Tell us, then! Tell us!

Bedevere: Tell me. What do you do with witches?

Vilatans: Burn! Burn! You burn them! Burn!

Bedevere: And what do you burn apart from witches?

Vilatans: More witches! Wood!

Bedevere: So, why do witches burn?

Vilatà: 'Cos they're made of wood?

Bedevere: Good! ... So; how do we tell if she is made of wood?

Vilatà: Build a bridge out of 'er!

Bedevere: Ah, but can you not also make bridges out of stone?

Vilatans: Oh yeah.

Bedevere: Does wood sink in water?

Vilatans: No, it floats! Throw her into the pond! Yaa!

Bedevere: What also floats in water?

Vilatans: Bread! Apples! Very small rocks? Cider! Gra-Gravy! Cherries! Mud! Churches? Churches! Lead! Lead!

Rei Artús: A duck!

Vilatans: Ooh!

Bedevere: Exactly. So, logically...

Vilatà: If she weighs the same as a duck, she's made of wood...

Bedevere: And therefore...

Vilatà A witch!

Traducció:

Bedevere: Hi ha manera de saber si és una bruixa!

Vilatans: N'hi ha? Com? Explica'ns, doncs! Explica'ns!

Bedevere: Digues: què fas amb les bruixes?

Vilatans: Cremar! Cremar! Les cremes! Cremar!

Bedevere: I tu què cremes a part de les bruixes?

Vilatans: Més bruixes! I fusta!

Bedevere: Aleshores, per què cremen les bruixes?

Vilatà: Perquè són de fusta?

Bedevere: Bé! Així doncs: com podem saber si la dona és de fusta?

Vilatà: Fent un pont amb ella!

Bedevere: Ah, però també pots fer ponts amb pedra?

Vilatans: Ah, sí.

Bedevere: La fusta s'enfonsa a l'aigua?

Vilatans: No, flota! Llança-la a l'estany! Ja!

Bedevere: Quines coses suren també a l'aigua?

Vilatans: Pa! Pomes! Pedres molt petites? Sidra! Salsa! Cireres! Fang! Esglésies? Esglésies! Plom! Plom!

Rei Artús: Un ànec!

Vilatans: Ooh!

Bedevere: Exactament. Així, lògicament...

Vilatà: Si ella pesa el mateix que un ànec, és de fusta...

Bedevere: Llavors...

Vilatà És una bruixa!

El principi de substitució de Liskov en informàtica s'expressa de vegades com a un contraexemple a la prova de l'ànec:
| « | Si sembla un ànec i nyequeja com un ànec, però funciona a piles, probablement sigui una abstracció equivocada. | » |

Vladimir Vapnik, co-inventor de la màquina de vectors de suport i un dels principals col·laboradors de la teoria de l'aprenentatge automàtic, utilitza la prova de l'ànec com a forma de resumir la importància dels predicats simples per classificar les coses. Durant la discussió, sovint utilitza la prova per il·lustrar que el format concís de la prova de l'ànec és una forma d'intel·ligència que les màquines no són capaços de produir.
El filòsof Slavoj Žižek ha citat la reformulació dels germans Marx de la prova de l'ànec: "Pot semblar un idiota i parlar com un idiota, però no us deixeu enganyar: realment és un idiota". L'humor d'aquesta línia rau en la seva violació d'un contrari esperat.

### Aplicacions polítiques
El 2015, el ministre rus d'Afers Exteriors, Serguei Lavrov, va utilitzar una versió de la prova en resposta a les acusacions que els atacs aeris russos a Síria no estaven dirigits a grups terroristes, principalment ISIS, sinó a grups que tenien el suport d'Occident com l'Exèrcit Lliure de Síria. Quan se li va demanar que elaborés la seva definició de "grups terroristes", va respondre:
| « | Si sembla un terrorista, si actua com un terrorista, si camina com un terrorista, si lluita com un terrorista, és un terrorista, oi? | » |

El 2021, el ministre de Finances de Singapur, Lawrence Wong, va utilitzar una versió de la prova en resposta a les afirmacions dels membres del Partit del Progrés de Singapur que la seva moció parlamentària sobre els acords de lliure comerç no era racista. Ell va dir: 
| « | Però mira, si sembla un ànec, si camina com un ànec, si nyequeja com un ànec, és un ànec. | » |

## Prova de l'elefant

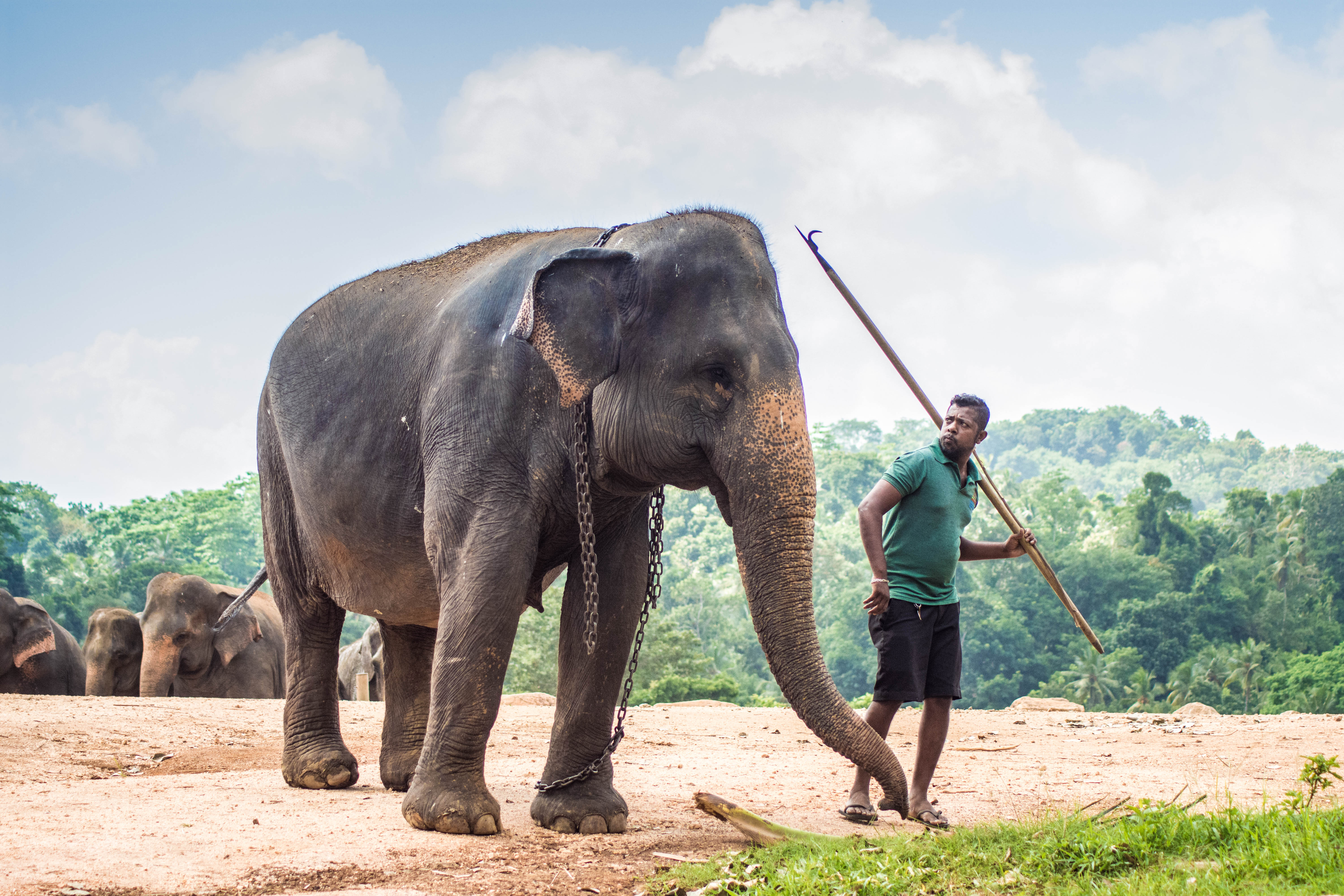
"difícil de descriure, però reconeixible a l'instant quan es veu"

De la mateixa manera, el terme prova de l'elefant es refereix a situacions en què una idea o cosa "és difícil de descriure, però reconeixible a l'instant quan es veu".
El terme s'utilitza sovint en casos legals quan hi ha una qüestió que pot estar oberta a interpretació, com en el cas de Cadogan Estates Ltd v Morris, quan el jutge del Tribunal d'Apel·lació d'Anglaterra i Gal·les Stuart-Smith es referia a "... la coneguda prova de l'elefant. És difícil de descriure, però ho saps quan ho veus", i a Ivey v Genting Casinos, quan Lord Hughes (en parlar de la deshonestedat) opinava "...com l'elefant, es caracteritza més pel reconeixement quan és trobat que per definició". Aquesta decisió es va anul·lar en part R v Ghosh.
Una menció similar (utilitzada, però com a regla d'exclusió) va ser invocada per l'opinió concurrent del jutge Potter Stewart a Jacobellis v.Ohio, 378 US 184 (1964), un cas d'obscenitat. Va afirmar que la Constitució protegia tota l'obscenitat excepte la "pornografia dura". Stewart va opinar: "Avui no intentaré definir més el tipus de material que entenc que s'abraça dins d'aquesta descripció taquigràfica; i potser mai no podria tenir èxit en fer-ho intel·ligiblement. Però ho sé quan ho veig, i la pel·lícula implicada en aquest cas no és això".